# 脇町インターチェンジ
脇町インターチェンジ（わきまちインターチェンジ）は、徳島県美馬市脇町字拝原にある徳島自動車道のインターチェンジである。

## 接続する道路
- 国道193号

## 脇町バスストップ
脇町バスストップ（わきまちバスストップ）は、徳島県美馬市脇町字拝原にある脇町インターチェンジに併設された高速バス用バス停留所。停留所設備は高速道路施設内にあるが、停車するバスはいったん料金所を出て客扱いを行う形になる。
高速バス利用者専用駐車場あり。
- 高知エクスプレス号：京都駅行（ジェイアール四国バス、52号のみ停車）
- 松山エクスプレス号：三ノ宮駅、大阪駅、ユニバーサル・スタジオ・ジャパン行（ジェイアール四国バス・西日本ジェイアールバス、2・6・10号のみ停車）

- しこくさぶろうエディ号：阪急梅田行（四国交通、阪急観光バス）
- しこくさぶろうエディ号：三ノ宮駅行（四国交通）
- 吉野川エクスプレス：松山駅行（伊予鉄バス、徳島バス、JR四国バス）
- 高知徳島エクスプレス：高知駅行（徳島バス、JR四国バス、とさでん交通）

## 周辺
- うだつの町並み
- 美馬市役所
- 倭大国敷神社

## 料金所

### 入口
- ブース数 : 2

2ブースともETC専用および一般またはETC・一般の可変式ブース

### 出口
- ブース数 : 2
  - ETC専用および一般またはETC・一般の可変式 : 1
  - 一般（精算機） : 1

## 隣
E32 徳島自動車道
(3) 土成IC - 阿波市場SIC（事業中） - 阿波PA - (4) 脇町IC - (5) 美馬IC